# Тереховая
Тереховая — деревня в Бабаевском районе Вологодской области.
Входит в состав Борисовского сельского поселения (с 1 января 2006 года по 13 апреля 2009 года входила в Новолукинское сельское поселение), с точки зрения административно-территориального деления — в Новолукинский сельсовет.
Расстояние до районного центра Бабаево по автодороге — 76 км, до центра муниципального образования села Борисово-Судское  по прямой — 12 км. Ближайшие населённые пункты — Ионино, Костино, Шогда.
По переписи 2002 года население — 69 человек (31 мужчина, 38 женщин). Преобладающая национальность — русские (97 %).